# EuroLOT
EuroLOT fue una aerolínea regional con sede en Varsovia, Polonia. Se creó como subsidiaria de la aerolínea LOT Polish Airlines, siendo sus principales accionistas el Gobierno de Polonia con una participación del 62,1% de las acciones, mientras que LOT mantenía el 37,9% restante. 
Operaba vuelos para su matriz como operador de corto radio, así como vuelos chárter. Sus principales bases de operación fueron el Aeropuerto de Varsovia-Chopin, el Aeropuerto de Cracovia-Juan Pablo II y Aeropuerto de Gdańsk-Lech Wałęsa.

## Flota histórica
La flota de EuroLOT se componía de las siguientes aeronaves:
| Aeronaves                  | Total | Introducido | Retirado | Matrículas                                                                                              |
| -------------------------- | ----- | ----------- | -------- | --- |
| Airbus A320-200            | 3     | 2014        | 2014     | UR-CMK, UR-CME y UR-YAD                                                                                 |
| ATR 42                     | 12    | 1998        | 2013     | SP-EDA, SP-EDB, SP-EDC, SP-EDD, SP-EDE, SP-EDF, SP-EDG, SP-EDH, SP-EEA, SP-EEB, SP-EEC, SP-EED y SP-EEE |
| ATR 72                     | 10    | 2001        | 2014     | SP-EFI, SP-EFK, SP-LFA, SP-LFB, SP-LFC, SP-LFD, SP-LFE, SP-LFF, SP-LFG y SP-LFH                         |
| De Havilland Canada Dash 8 | 11    | 2012        | 2015     | SP-EQA, SP-EQB, SP-EQC, SP-EQD, SP-EQE, SP-EQF, SP-EQG, SP-EQH, SP-EQI, SP-EQK y SP-EQL                 |
| McDonnell Douglas MD-83    | 1     | 2014        | 2014     | EC-JUG                                                                                                  |

## Antiguos destinos
EuroLOT sirvió los siguientes destinos en el momento de su cese:
| Países       | Destinos   | Aeropuertos                                            | Notas                             |
| ------------ | ---------- | ------------------------------------------------------ | --------------------------------- |
| Alemania     | Düsseldorf | Aeropuerto Internacional de Düsseldorf                 |                                   |
| Alemania     | Frankfurt  | Aeropuerto de Fráncfort del Meno                       | Operando para LOT Polish Airlines |
| Alemania     | Hamburgo   | Aeropuerto de Hamburgo                                 |                                   |
| Alemania     | Múnich     | Aeropuerto Internacional de Múnich-Franz Josef Strauss | Operando para LOT Polish Airlines |
| Alemania     | Stuttgart  | Aeropuerto de Stuttgart                                |                                   |
| Alemania     | Usedom     | Aeropuerto de Heringsdorf                              |                                   |
| Austria      | Salzburgo  | Aeropuerto de Salzburgo                                | Operando para LOT Polish Airlines |
| Austria      | Viena      | Aeropuerto de Viena-Schwechat                          |                                   |
| Bélgica      | Bruselas   | Aeropuerto de Bruselas                                 |                                   |
| Croacia      | Dubrovnik  | Aeropuerto de Dubrovnik                                |                                   |
| Croacia      | Split      | Aeropuerto de Split                                    |                                   |
| Croacia      | Zadar      | Aeropuerto de Zadar                                    |                                   |
| Croacia      | Zagreb     | Aeropuerto de Zagreb                                   |                                   |
| Estonia      | Tallin     | Aeropuerto de Tallin                                   | Operando para LOT Polish Airlines |
| Finlandia    | Helsinki   | Aeropuerto de Helsinki-Vantaa                          |                                   |
| Francia      | Beauvais   | Aeropuerto de Beauvais-Tillé                           |                                   |
| Francia      | París      | Aeropuerto de París-Charles de Gaulle                  |                                   |
| Italia       | Milán      | Aeropuerto de Milán-Malpensa                           |                                   |
| Italia       | Roma       | Aeropuerto de Roma-Fiumicino                           |                                   |
| Letonia      | Riga       | Aeropuerto Internacional de Riga                       | Operando para LOT Polish Airlines |
| Lituania     | Vilna      | Aeropuerto Internacional de Vilna                      | Operando para LOT Polish Airlines |
| Moldavia     | Chisináu   | Aeropuerto Internacional de Chisináu                   |                                   |
| Países Bajos | Ámsterdam  | Aeropuerto de Ámsterdam-Schiphol                       |                                   |
| Polonia      | Breslavia  | Aeropuerto de Breslavia-Copérnico                      |                                   |
| Polonia      | Bydgoszcz  | Aeropuerto de Bydgoszcz-Ignacy Jan Paderewski          |                                   |
| Polonia      | Cracovia   | Aeropuerto de Cracovia-Juan Pablo II                   | HUB                               |
| Polonia      | Gdansk     | Aeropuerto de Gdańsk-Lech Wałęsa                       |                                   |
| Polonia      | Katowice   | Aeropuerto Internacional de Katowice                   |                                   |
| Polonia      | Lublin     | Aeropuerto de Lublin                                   |                                   |
| Polonia      | Poznan     | Aeropuerto de Poznań-Ławica                            |                                   |
| Polonia      | Rzeszów    | Aeropuerto de Rzeszów                                  |                                   |
| Polonia      | Szczecin   | Aeropuerto de Szczecin-Goleniów "Solidarność"          | Operando para LOT Polish Airlines |
| Polonia      | Varsovia   | Aeropuerto de Varsovia-Chopin                          |                                   |
| Suiza        | Zúrich     | Aeropuerto Internacional de Zúrich                     |                                   |